# Privatgymnasium Iserlohn
Das Privatgymnasium Iserlohn (früher Internatsschule am Seilersee bzw. Privates Aufbaugymnasium Iserlohn) war ein staatlich genehmigtes Gymnasium für Jungen und Mädchen. Es wurde 1968 gegründet und war ursprünglich im nordrhein-westfälischen Schloss Herdringen angesiedelt. Weil die Schülerzahl und mit ihr auch die Zahl der Lehrer und Betreuer stetig wuchs, zog die Internatsgemeinschaft 1999 in die Anlage am Seilersee in Iserlohn. Auf einer Gesamtfläche von 7500 Quadratmetern befanden sich sowohl die Schul- als auch die Internatsräume. Im Jahr 2017 zog das Privatgymnasium Iserlohn auf dem Campus noch einmal um und bezog komplett neu gestaltete Räumlichkeiten. Wegen Schülermangels wurde der Schul- und Internatsbetrieb am 24. Juni 2022 beendet.

## Internatsschule

### Schule

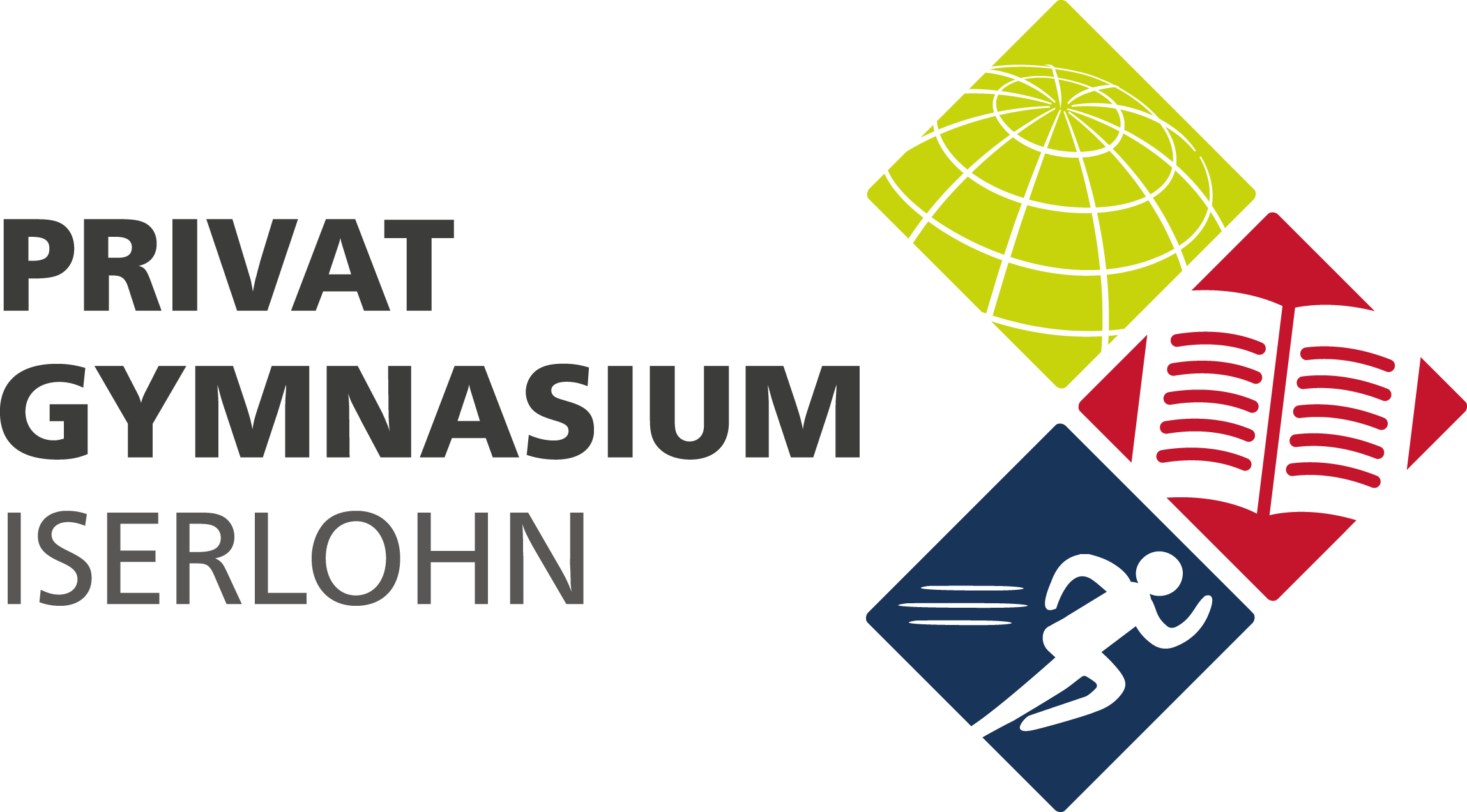
Logo des Privatgymnasium Iserlohn

Das Privatgymnasium Iserlohn bot Mädchen und Jungen ab der fünften Klasse eine Schullaufbahn mit Abiturabschluss. Sowohl Internatsschüler als auch Tagesschüler konnten am Unterricht teilnehmen. 2019 besuchten rund 150 Schüler, die von 21 Fachlehrern unterrichtet wurden, das Gymnasium. Als ständige Leistungskurse wurden in der Qualifikationsphase  Englisch, Biologie, Geschichte, Mathematik, Deutsch und Geographie angeboten. Ihre Grundkurse wählten die Schüler aus den Fächern Deutsch, Geschichte, Geographie, Religion, Englisch, Französisch, Physik, Chemie, Biologie, Mathematik, Kunst, Musik, Sport, Sozialwissenschaften und Spanisch.
Individuelle Förderung wurde in Förderkursen wie etwa einer „Rechtschreibwerkstatt“ oder Deutsch als Fremdsprache sowie bei den individuellen Lernzeiten angeboten. Eine eigene Mehrzweckhalle auf dem Campusgelände diente dem Inline-Hockey, Basketball, Indoor-Soccer, Volleyball und Badminton. Angeboten wurden außerdem Fußball, Hockey und Tennis sowie Krafttraining, Mountainbiking, Skifahren, Taekwondo und Fechten. Mehrere Reithallen und Fitnessstudios in unmittelbarer Nähe sowie ein Schwimmbad komplettieren das Sportangebot der Internatsschule.
In ihrer Freizeit konnten die Schüler kreative und handwerkliche Betätigungen ausüben. In Arbeitsgemeinschaften (AG) trafen sich die Schülerinnen und Schüler zum Billard, zum Kochen, Fotografieren und Singen. Zudem gab es ein Schülercafé, einen Schulsanitätsdienst und eine „Song of Style“-AG.

### Internat
Neun Betreuer, Sekretariats- und Haushaltskräfte sowie der Hausmeister bildeten das Personal. In den Ein- oder Zweibettzimmern wohnten bis zu 80 Internatsschüler auf dem Campusgelände. Zusammen nahmen die Kinder und Jugendlichen nicht nur ihre Mahlzeiten ein, auch die Hausaufgabenbetreuung und Freizeit gestalteten die Internatsschüler größtenteils gemeinsam. Ein strukturierter Tagesablauf im Internat gewährleistete Zeit zum Lernen, für Muße und Freizeit. Das pädagogische Konzept beschrieb das Internat selbst als „liberal-konservativ“, das sich unter anderem in Tugenden, wie Ehrlichkeit, Zuverlässigkeit und Fleiß zeigen sollte.

### Gymnasium

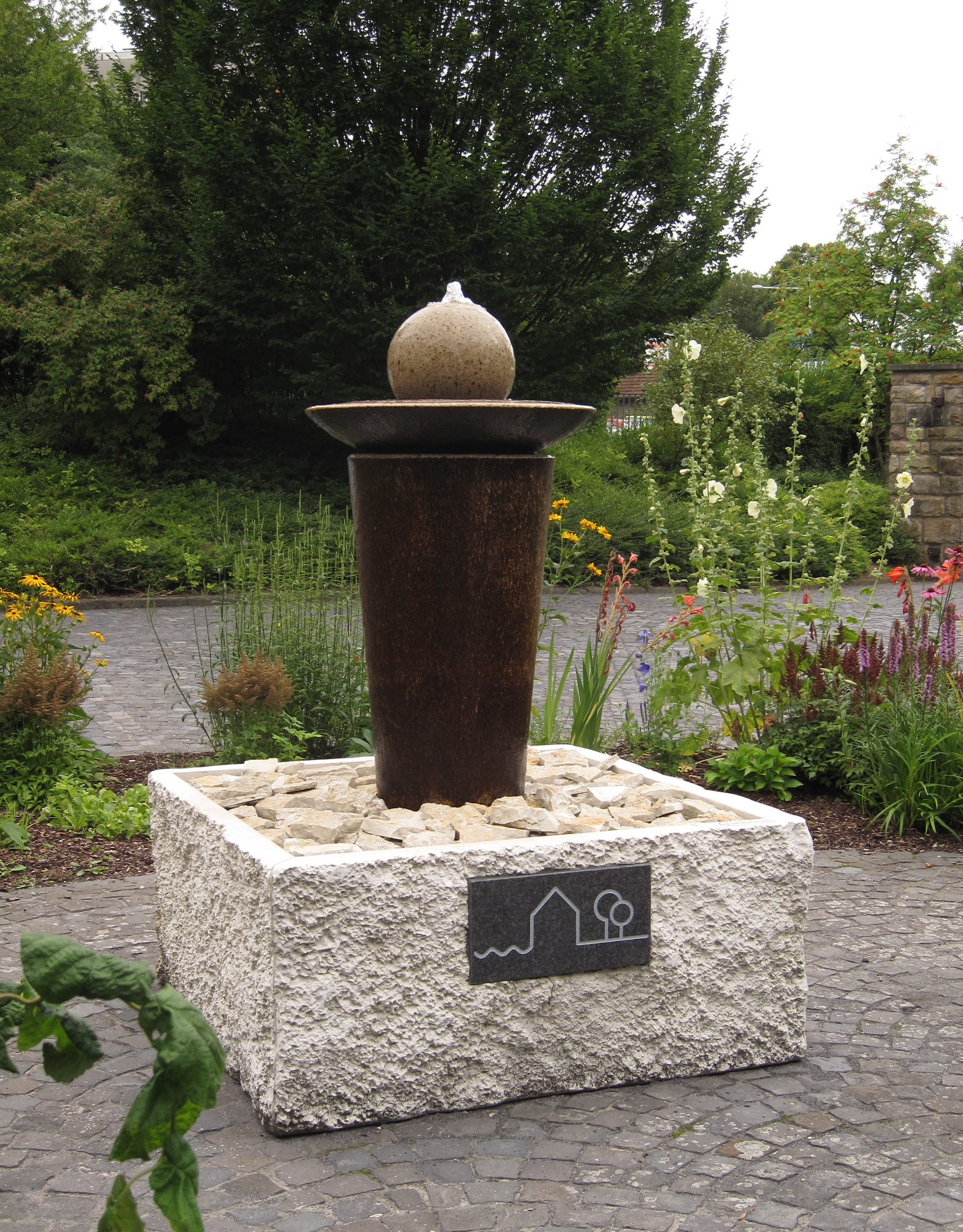
Brunnen vor dem Schulgebäude

Ein Einstieg beim Privatgymnasium Iserlohn war seit dem Schuljahr 2020/21 auch ab der 5. Klasse möglich. Darüber hinaus war der Wechsel von einer Real-, Gesamt- oder Hauptschule auf ein Gymnasium bis zur 7. Klasse weiterhin möglich. Am Aufbaugymnasium begann die gymnasiale Ausbildung erst im siebten Schuljahr. Jederzeit war ein Wechsel von einem grundständigen Gymnasium auf das Aufbaugymnasium möglich.
Am Privatgymnasium Iserlohn konnten das nordrhein-westfälische Zentralabitur abgelegt und somit die Hochschulzugangsberechtigung erworben werden. Neben Englisch wurde ab der Jahrgangsstufe 7 eine zweite Fremdsprache (Latein oder Französisch) gelehrt. Als dritte Sprache konnten die Schüler ab der elften Klasse auf Wunsch zusätzlich Französisch oder Spanisch belegen.
20 Lehrer und 8 Betreuer waren zuletzt an der Internatsschule tätig. Dirk Kopleck, OStR i. E. für Biologie und Chemie, leitete die Schule im Schuljahr 2021/2022 kommissarisch.

## Kooperationen
Das Privatgymnasium Iserlohn war ein führendes Eishockey-Internat in Deutschland, in dem Schule und Internat unter einem Dach vereint waren. In Zusammenarbeit mit dem DEL-Eishockeyverein Iserlohn Roosters wurden Schüler und Schülerinnen ausgebildet. Besonders gefördert wurden dabei die Nachwuchstalente, die in den Schüler- und Jugendmannschaften des Vereins trainierten. Der Nachwuchs hat in der Saison 2008 den Aufstieg in die Deutsche Nachwuchsliga (DNL) geschafft.
Die Internatsgemeinschaft kooperierte zudem auf gesellschaftlicher und wissenschaftlicher Ebene mit lokalen Institutionen. Gemeinsam mit dem BIZ (Berufsinformationszentrum) von Iserlohn wurden Berufspraktika für Neunt- und Elftklässler organisiert. Darüber hinaus kamen viele Kooperationen innerhalb des ESO-Netzwerkes hinzu, wie z. B. mit der International School of Management in Dortmund oder der Euro-Akademie Dortmund.

## Trägerschaft und Leitung
Alleiniger Inhaber der Internatsschule am Seilersee war seit Dezember 2010 Dietrich Walther. Seit dem 1. Januar 2018 ist das Privatgymnasium Iserlohn in der Trägerschaft der ESO Education Group, nachdem Dietrich Walther Ende 2016 überraschend starb. Jürgen Röske war von 1999 bis Februar 2014 Leiter des Internats am Seilersee. Nach Übernahme der Stelle des Stiftungsleiters am Landheim Schondorf (Ammersee) oblag die Internatsleitung Susanne Hartken-Rohe und die Schulleitung Karl-Heinz Marx. Seit dem Schuljahr 2021/22 wurde die Schule kommissarisch von Dirk Kopleck geleitet, die pädagogische Leitung des Internats lag zuletzt bei Patricia Staudte und Geschäftsführerinnen des Privatgymnasium Iserlohn waren Silvia Semidei und Iris Hermann.

## Absolventen
Das Alumninetzwerk ist als gemeinnütziger Verein organisiert. Durch die aktive Ehemaligenarbeit wurde der Austausch zwischen der Schülerschaft, den Absolventen, den Lehrern und Betreuern gefördert. Zu den bekanntesten Absolventen gehört Paul Ziemiak, ehemaliger Generalsekretär der CDU.

## Ende des Unterrichtsbetriebs
Mit einer Mitteilung unter der Überschrift „Schwierige Entscheidung – PGI und Internat werden ab Schuljahr 2022/2023 nicht mehr fortgeführt“ informierte die Geschäftsführung und Leitung von PGI und Internat am 25. Mai 2022 über das bevorstehende Ende des Unterrichtsbetriebs am Gymnasium und das Ende des Internatangebots, wobei gleichzeitig den Kolleginnen und Kollegen, den Schülerinnen und Schülern sowie ihren Eltern für das langjährige Vertrauen und Engagement gedankt wurde. Ursächlich für die Schließung sei letztlich die Corona-Pandemie und deren Folgen, insbesondere das Wegbrechen der Internatsschülerinnen und -schüler aus China gewesen:

„Liebe Kolleginnen und Kollegen, liebe Schüler*innen, liebe Eltern,
mit großem Bedauern müssen wir Ihnen heute bekanntgeben, dass – nach vielfältigen Versuchen, die Zukunft des Privatgymnasiums und des angeschlossenen Internats zu sichern, und schwierigen Überlegungen – die Entscheidung getroffen werden musste, den Betrieb beider Einrichtungen ab dem Schuljahr 2022/23 nicht weiter fortzusetzen. Wir bedauern diesen Schritt sehr, sehen aber aus vielfältigen Gründen keine andere Möglichkeit.
Dieser Pressemitteilung können Sie entnehmen, welche konkreten Entwicklungen und zunehmend schwieriger werdenden Rahmenbedingungen leider schließlich zu dieser notwendigen Entscheidung geführt haben. Vor allem hat uns hier die Pandemie und ihre Folgen besonders hart getroffen, zumal ein wesentlicher Kern des PGI-Profils auch in der Einbindung ausländischer Schüler*innen mit Internatsunterbringung (vor allem auch aus China) gelegen hat.
An diesem schwierigen Tag möchten wir allen Mitarbeitenden von PGI und Internat nochmals besonders herzlich für Ihre Arbeit und Ihr Engagement sowie den beteiligten Kolleginnen und Kollegen aus den unterschiedlichsten (Funktions-)Bereichen sehr herzlich danken.
Unser tiefer Dank geht zudem an unsere Schülerinnen und Schüler, deren Eltern, unseren Kooperationspartnern für die jahrelange Treue.
Wir wünschen allen alles, alles Gute für Ihre Zukunft.“